# 裴祥勛
裴祥勛（1924年8月14日—1988年5月），教授，越南共和國政治人物，曾擔任越南共和國教育部長和參議員。:322

## 生平
1924年8月14日，裴祥勛出生於越南北部河內。:322
1945年至1946年間，裴祥勛參加了越南民族主義團體大越國民黨。:322
1951年，裴祥勛在巴黎法學院取得法學執業學位。:3221952年，畢業於巴黎政治學院。:3221958年，在巴黎法學院取得經濟學博士學位。:322在法国留学期间，裴祥勛於1951年出任越南在法學生總會主席。:322
回國後裴祥勛在西貢和順化法學院擔任教授。:322
1975年越南共和國滅亡前，裴祥勛的家人離開越南避難，裴祥勛一個人留在了越南。
1988年5月初，裴祥勛在越南胡志明市去世。

## 個人生活
裴祥勛是佛教徒，與妻子陳氏芳草育有兩個子女（1974年）。:322

## 外部鏈接
- Education Minister, Social Welfare Secretary Resign （页面存档备份，存于）